# 소프트웨어 공급망
소프트웨어 공급망 또는 소프트웨어 서플라이 체인(Software supply chain)은 소프트웨어 아티팩트를 개발, 빌드, 게시하는 데 사용되는 구성 요소, 라이브러리, 도구 및 프로세스이다.
소프트웨어 자재 목록(software bill of materials, SBOM)은 오픈 소스 및 사유 소프트웨어 구성 요소를 포함하여 소프트웨어 아티팩트를 빌드하는 데 사용되는 구성 요소의 인벤토리를 선언한다. 이는 공급망 관리의 일부로 사용되는 기존 제조 BOM에 대한 소프트웨어 아날로그이다.

## 사용
SBOM을 사용하면 빌더가 오픈 소스 및 타사 소프트웨어 구성 요소가 최신 상태인지 확인하고 새로운 취약성에 신속하게 대응할 수 있다. 구매자 및 기타 이해 관계자는 SBOM을 사용하여 취약성 또는 라이선스 분석을 수행할 수 있으며, 이를 사용하여 제품의 위험을 평가하고 관리할 수 있다.
많은 회사가 일반적인 BOM 관리를 위해 스프레드시트를 사용하지만 스프레드시트에 작성된 SBOM에는 추가적인 위험과 문제가 있다. SBOM은 다른 자동화 시스템의 일부가 될 수 있고 다른 애플리케이션에서 쉽게 쿼리할 수 있는 저장소에 집합적으로 저장하는 것이 가장 좋다.

## 같이 보기
- 재현 가능한 빌드
- 소프트웨어 패키지 데이터 익스체인지
- 툴체인
- 매니페스트 파일
- 의존성 지옥